# Robert Żarczyński
Robert Żarczyński (ur. 27 lipca 1966 we Wschowie) – nauczyciel, polski wokalista rockowy i popowy, gitarzysta.

## Życiorys
Wychował się w Sławie, miasteczku w województwie lubuskim. Ukończył pięcioletnie studia pedagogiczne w Wyższej Szkole Pedagogicznej im. Tadeusza Kotarbińskiego w Zielonej Górze, uzyskując tytuł magistra z uprawnieniami do nauczania historii. Jako nastolatek został wielkim fanem Budki Suflera.
Jest nauczycielem historii w szkole podstawowej we wsi Ciosaniec.
W 2015 był jednym z założycieli i wokalistą cover bandu Kolorowe Gitary wykonującego przeboje zespołów Trzy Korony i Czerwone Gitary. W 2017 wszedł w skład grupy Budka Band, w której jako wokalista wykonywał piosenki Budki Suflera, a także nagrał wraz z nim autorski utwór „Wiara”, do którego powstał również teledysk.
Razem z grupą Budka Band wystąpił na II Sufler Rock Festiwal 2016 w Piekarach Śląskich. Tam zespół otrzymał główną nagrodę z rąk jury, w którym zasiadali między innymi Tomasz Zeliszewski i Mieczysław Jurecki oraz wieloletni fan Budki Suflera i współorganizator Festiwalu, miejscowy radny Łukasz Ściebiorowski, a także dyrektor miejscowego Ośrodka Kultury "Andaluzja" Piotr Zalewski. W 2017 wystąpił na festiwalu Solo Życia organizowanym przez Polskie Radio Lublin.
W 2019 został wokalistą Budki Suflera. W obecnym składzie występują z nim: Tomasz Zeliszewski (perkusja), Mieczysław Jurecki (gitara basowa), Piotr Bogutyn (gitara), Dariusz Bafeltowski (gitara), Piotr Sztajdel (instrumenty klawiszowe) i Jacek Kawalec (wokal), początkowo również Romuald Lipko (instrumenty klawiszowe).